# セルゲイ・ノビツキー
セルゲイ・ニコラエヴィチ・ノビツキー（ロシア語: Сергей Николаевич Новицкий、ロシア語ラテン翻字: Sergei Nikolayevich Novitski、1981年5月16日 - ）は、ロシアのモスクワ出身の男性元フィギュアスケートアイスダンス選手。2006年トリノオリンピック、2010年バンクーバーオリンピックアイスダンスロシア代表。2009年ヨーロッパフィギュアスケート選手権優勝。パートナーはヤナ・ホフロワなど。

## 経歴
ロシアのモスクワに生まれ、5歳のころスケートをはじめる。ノービス時代から男子シングルの選手として活動していたが、ジュニア転向を機に13歳のときにアイスダンスへ転向した。やがてオクサナ・ゴンチャレンコとカップルを結成し、1999-2000シーズンのISUジュニアグランプリに参戦したが、JGPサルコウ杯では8位、JGPチェコスケートでは10位に留まりやがてカップルは解散する。
2002-2003シーズン、冬季ユニバーシアード競技会で優勝し、ロシア選手権で5位。翌2003-2004シーズンよりISUグランプリシリーズに参戦を果たした。
2004-2005シーズン、ISUグランプリシリーズでは表彰台に上ることはなかったが、2005年冬季ユニバーシアード競技会で2連覇を達成し、ロシア選手権では初表彰台の3位となった。トリノオリンピックを控えた2005-2006シーズン、ロシア選手権で2年連続の3位となり、トリノオリンピックおよび世界選手権代表に選出された。トリノオリンピック、世界選手権ともに12位に留まったものの、翌2006-2007シーズンからはISUグランプリシリーズで2大会連続で表彰台に上り、初のグランプリファイナルへも進出を果たした。
2007-2008シーズン、グランプリシリーズ初戦となるエリック・ボンパール杯ではパーソナルベストを更新し2位、2戦目のNHK杯では3位となり、2シーズン連続のグランプリファイナルへの進出を決めた。グランプリファイナルでは前回同様5位に留まったものの、ロシア選手権では初優勝を果たした。ロシアチャンピオンとして迎えた欧州選手権ではコンパルソリーダンス、オリジナルダンス、フリーダンスすべてで自己最高得点を大きく更新し、初表彰台の3位となった。
2008-2009シーズン、3期続いて進出を果たしたグランプリファイナルには出場を取りやめたものの、ロシア選手権を連覇して迎えた欧州選手権で優勝を果たす。
2009-2010シーズン、グランプリシリーズスケートアメリカで表彰台を逃し、グランプリファイナルに出場することはできなかった。ロシア選手権を欠場して迎えた欧州選手権のときから、フリーダンスを変更して出場し3位となった。バンクーバーオリンピックに出場し9位。世界選手権に出場したが、怪我の影響によりオリジナルダンスの後に棄権した。
2010年にヤナ・ホフロワとのカップルを解消し、競技から引退。

## 主な戦績
| 大会/年            | 01-02 | 02-03 | 03-04 | 04-05 | 05-06 | 06-07 | 07-08 | 08-09 | 09-10 |
| ------------------ | ----- | ----- | ----- | ----- | ----- | ----- | ----- | ----- | ----- |
| 冬季オリンピック   |       |       |       |       | 12    |       |       |       | 9     |
| 世界選手権         |       |       |       |       | 12    | 8     | 3     | 6     | 棄権  |
| 欧州選手権         |       |       |       |       | 10    | 4     | 3     | 1     | 3     |
| 世界国別対抗戦     |       |       |       |       |       |       |       | T5/P4 |       |
| ロシア選手権       | 7     | 5     | 4     | 3     | 3     | 2     | 1     | 1     |       |
| GPファイナル       |       |       |       |       |       | 5     | 5     | 棄権  |       |
| GPスケートアメリカ |       |       |       |       |       |       |       |       | 4     |
| GP中国杯           |       |       |       |       |       | 3     |       | 3     | 2     |
| GPロシア杯         |       |       |       | 7     |       |       |       | 1     |       |
| GPNHK杯            |       |       | 6     |       | 4     | 2     | 3     |       |       |
| GPエリック杯       |       |       |       |       | 6     |       | 2     |       |       |
| GPスケートカナダ   |       |       |       | 6     |       |       |       |       |       |
| ユニバーシアード   |       | 1     |       | 1     |       |       |       |       |       |
| ネーベルホルン杯   |       |       | 2     |       |       |       |       |       |       |

### 詳細
| 2009-2010 シーズン     |                                                            |         |         |         |          |
| 開催日                 | 大会名                                                     | CD      | OD      | FD      | 結果     |
| 2010年3月22日-28日     | 2010年世界フィギュアスケート選手権（トリノ）               | 5 37.70 | 9 54.28 | -       | 棄権     |
| 2010年2月12日-28日     | バンクーバーオリンピック（バンクーバー）                   | 7 37.18 | 9 55.57 | 8 93.11 | 9 185.86 |
| 2010年1月18日-24日     | 2010年ヨーロッパフィギュアスケート選手権（タリン）         | 2 37.87 | 4 58.59 | 3 93.21 | 3 189.67 |
| 2009年11月12日-15日    | ISUグランプリシリーズ スケートアメリカ（レークプラシッド） | 2 36.94 | 5 49.53 | 4 81.78 | 4 168.25 |
| 2009年10月29日-11月1日 | ISUグランプリシリーズ 中国杯（北京）                       | 2 36.30 | 2 56.48 | 3 87.79 | 2 180.57 |

| 2008-2009 シーズン  |                                                        |         |         |         |          |
| 開催日              | 大会名                                                 | CD      | OD      | FD      | 結果     |
| 2009年4月16日-19日  | 2009年世界フィギュアスケート国別対抗戦（東京）         | -       | 3 58.58 | 4 90.87 | 4 149.45 |
| 2009年3月23日-29日  | 2009年世界フィギュアスケート選手権（ロサンゼルス）     | 5 37.34 | 5 61.68 | 6 94.39 | 6 193.41 |
| 2009年1月19日-25日  | 2009年ヨーロッパフィギュアスケート選手権（ヘルシンキ） | 1 37.43 | 1 62.17 | 1 97.31 | 1 196.91 |
| 2008年12月24日-28日 | ロシアフィギュアスケート選手権（カザン）               | 1 38.09 | 1 61.35 | 1 95.34 | 1 194.78 |
| 2008年11月20日-23日 | ISUグランプリシリーズ ロシア杯（モスクワ）             | 2 36.19 | 1 59.33 | 1 92.10 | 1 187.62 |
| 2008年11月6日-9日   | ISUグランプリシリーズ 中国杯（北京）                   | 3 35.68 | 4 55.12 | 3 88.70 | 3 179.50 |

| 2007-2008 シーズン     |                                                        |         |         |          |          |
| 開催日                 | 大会名                                                 | CD      | OD      | FD       | 結果     |
| 2008年3月17日-23日     | 2008年世界フィギュアスケート選手権（ヨーテボリ）       | 3 37.98 | 2 65.99 | 5 99.29  | 3 203.26 |
| 2008年1月21日-27日     | 2008年ヨーロッパフィギュアスケート選手権（ザグレブ）   | 3 37.37 | 3 60.03 | 3 99.66  | 3 197.06 |
| 2008年1月3日-7日       | ロシアフィギュアスケート選手権（サンクトペテルブルク） | 1 41.32 | 1 65.46 | 1 106.04 | 1 212.82 |
| 2007年12月13日-16日    | 2007/2008 ISUグランプリファイナル（トリノ）            | -       | 5 58.30 | 5 95.28  | 5 153.58 |
| 2007年11月29日-12月2日 | ISUグランプリシリーズ NHK杯（仙台）                    | 3 34.23 | 3 57.84 | 3 94.89  | 3 186.96 |
| 2007年11月15日-18日    | ISUグランプリシリーズ エリック・ボンパール杯（パリ）   | 2 34.89 | 2 58.15 | 1 97.97  | 2 191.01 |

| 2006-2007 シーズン     |                                                           |         |         |         |          |
| 開催日                 | 大会名                                                    | CD      | OD      | FD      | 結果     |
| 2007年3月19日-25日     | 2007年世界フィギュアスケート選手権（東京）                | 6 33.32 | 7 55.88 | 8 89.09 | 8 178.29 |
| 2007年1月22日-28日     | 2007年ヨーロッパフィギュアスケート選手権（ワルシャワ）    | 5 33.46 | 4 52.59 | 4 89.71 | 4 175.76 |
| 2007年1月4日-7日       | ロシアフィギュアスケート選手権（モスクワ）                | 2 37.15 | 2 60.11 | 2 95.68 | 2 192.94 |
| 2006年12月14日-17日    | 2006/2007 ISUグランプリファイナル（サンクトペテルブルク） | -       | 5 53.31 | 5 88.03 | 5 141.34 |
| 2006年11月30日-12月3日 | ISUグランプリシリーズ NHK杯（長野）                       | 2 33.66 | 2 55.15 | 2 91.76 | 2 180.57 |
| 2006年11月9日-12日     | ISUグランプリシリーズ 中国杯（南京）                      | 3 31.61 | 3 53.98 | 3 88.27 | 3 173.86 |

| 2005-2006 シーズン  |                                                      |          |          |          |           |
| 開催日              | 大会名                                               | CD       | OD       | FD       | 結果      |
| 2006年3月20日-26日  | 2006年世界フィギュアスケート選手権（カルガリー）     | 11 31.11 | 16 46.54 | 12 84.51 | 12 162.15 |
| 2006年2月10日-26日  | トリノオリンピック（トリノ）                         | 14 30.90 | 13 47.15 | 11 86.43 | 12 164.48 |
| 2006年1月16日-22日  | 2006年ヨーロッパフィギュアスケート選手権（リヨン）   | 10 28.64 | 10 49.79 | 8 84.22  | 10 162.65 |
| 2005年12月1日-4日   | ISUグランプリシリーズ NHK杯（大阪）                  | 3 30.21  | 4 47.16  | 4 80.81  | 4 158.18  |
| 2005年11月17日-20日 | ISUグランプリシリーズ エリック・ボンパール杯（パリ） | 5 28.12  | 5 46.02  | 7 75.91  | 6 150.05  |

| 2004-2005 シーズン  |                                                        |         |         |         |          |
| 開催日              | 大会名                                                 | CD      | OD      | FD      | 結果     |
| 2004年11月25日-28日 | ISUグランプリシリーズ ロシア杯（モスクワ）             | 7 29.76 | 7 44.99 | 7 81.40 | 7 156.15 |
| 2004年10月28日-31日 | ISUグランプリシリーズ スケートカナダ（ハリファックス） | 6 31.72 | 6 48.36 | 6 83.06 | 6 163.14 |

| 2003-2004 シーズン  |                                              |         |         |         |          |
| 開催日              | 大会名                                       | CD      | OD      | FD      | 結果     |
| 2003年11月27日-30日 | ISUグランプリシリーズ NHK杯（旭川）          | 6 28.42 | 8 37.20 | 6 82.91 | 6 148.53 |
| 2003年11月11日-15日 | 2003年ゴールデンスピン（ザグレブ）           | 4       | 4       | 3       | 3        |
| 2003年9月3日-6日    | 2003年ネーベルホルン杯（オーベルストドルフ） | 2 31.12 | 4 42.05 | 2 81.41 | 2 154.58 |

## プログラム使用曲
| シーズン  | OD                                                           | FD                                                                                               | EX                                                                                        |
| --------- | ------------------------------------------------------------ | ------------------------------------------------------------------------------------------------ | ----------------------------------------------------------------------------------------- |
| 2009-2010 | ピーチェル街道に沿って ロシア民謡 演奏：ムスリム・マゴマエフ | ポーリュシカ・ポーレ 作曲：レフ・クニッペル                                                      | ホテル・カリフォルニア 作曲：イーグルス                                                   |
| 2009-2010 | ピーチェル街道に沿って ロシア民謡 演奏：ムスリム・マゴマエフ | 火の鳥 作曲：イーゴリ・ストラヴィンスキー 水族館 動物の謝肉祭より 作曲：カミーユ・サン＝サーンス | ホテル・カリフォルニア 作曲：イーグルス                                                   |
| 2008-2009 | Sam's Blues by サム・テイラー 踊るリッツの夜                 | パガニーニの主題による狂詩曲 作曲：セルゲイ・ラフマニノフ 24の奇想曲 作曲：ニコロ・パガニーニ    | 禿山の一夜 作曲：モデスト・ムソルグスキー 山の魔王の宮殿にて 作曲：エドヴァルド・グリーグ |
| 2007-2008 | 二つのギター 演奏：ポール・モーリア                          | 禿山の一夜 作曲：モデスト・ムソルグスキー 山の魔王の宮殿にて 作曲：エドヴァルド・グリーグ        | ストップ ボーカル：サム・ブラウン                                                         |
| 2006-2007 | タンゴ・ジェラシー 作曲：ヤコブ・ゲーゼ                      | 愛のアランフェス 作曲：ホアキン・ロドリーゴ                                                      | Şımarık(Chu!Chu!は恋の合言葉) 曲：タルカン黒い瞳                                          |
| 2005-2006 | Derroche by Ana Belén Baila Baila Conmigo by Domino          | フラメンコボレロ 作曲：モーリス・ラヴェル                                                        | Şımarık(Chu!Chu!は恋の合言葉) 曲：タルカンストップ ボーカル：サム・ブラウン               |
| 2004-2005 | シング・シング・シング 作曲：ルイ・プリマ Fever              | パイレーツ・オブ・カリビアン 作曲：クラウス・バデルト、ハンス・ジマー                            | ストップ ボーカル：サム・ブラウン                                                         |
| 2003-2004 | ハートブレイク・ホテル すました女 曲：エルヴィス・プレスリー | だったん人の踊り 作曲：アレクサンドル・ボロディン                                                | Şımarık(Chu!Chu!は恋の合言葉) 曲：タルカン                                                |